# 頂點 (加利福尼亞州)
頂點（英語：Apex）是位於美國加利福尼亞州埃爾多拉多縣的一個非建制地區。該地的面積和人口皆未知。

## 地理
頂點的座標為38°43′37″N 120°49′24″W / 38.72694°N 120.82333°W，而該地的平均海拔高度為574米（即1883英尺）。